# Jacques Delval
Pour les articles homonymes, voir Delval.
 (mars 2016).
Si vous disposez d'ouvrages ou d'articles de référence ou si vous connaissez des sites web de qualité traitant du thème abordé ici, merci de compléter l'article en donnant les références utiles à sa vérifiabilité et en les liant à la section « Notes et références ».
Jacques Delval est un écrivain français né le 14 octobre 1939 à La Fère dans l'Aisne et mort le 4 novembre 2015 à Paris 10e,.

## Biographie
Il a toujours préféré son jardin, ses lapins et les champs à l'école où il ne réussissait guère. La guerre d'Algérie, un long séjour au Sahara, ont bouleversé le cours de sa vie. Aujourd'hui, après avoir exercé divers métiers comme libraire, magasinier, animateur de cinéma, professeur, il écrit des histoires, réellement vécues le plus souvent, fruits de rencontres, d'aventures, de voyages. Après des études de philosophie, il a enseigné le français en LEP pendant treize ans en région parisienne. Il aime voyager, observer les gens et dit[Où ?][Quand ?] : « Mes histoires sont rarement inventées. Mes personnages, je les ai souvent rencontrés et il leur arrive des aventures qui ont été les miennes ».